# Rusłan
Rusłan (ros. Руслан (Rusłán); dawniej także ros. Еруслан (Jerusłán)) – rosyjskie imię męskie, zapożyczone z języków tureckich, gdzie występuje pod postaciami Arslan, Aryslan itp. Dosłownie znaczy „lew” (por. tatar. арыслан (aryslan), czuw. арӑслан (arăslan), kaz. арыстан (arystan), tur. arslan itd.).
Imię to nosi bohater rosyjskich pieśni ludowych, bylin i bajek. Wśród Słowian zyskało ono popularność dzięki poematowi Aleksandra Puszkina Rusłan i Ludmiła z 1820 r.
Forma żeńska brzmi Rusłana.

## Osoby o imieniu Rusłan
- Rusłan Auszew
- Rusłan Bałtijew
- Rusłan Chasbułatow
- Ruslan Chagayev
- Rusłan Fomin
- Rusłan Gatjatow
- Rusłan Karajew
- Ruslan Məcidov
- Rusłan Nigmatullin
- Rusłan Odżijew
- Rusłan Pimienow
- Rusłan Pogorełow
- Rusłan Ponomariow
- Rusłan Rotań
- Rusłan Zajnullin
- Rusłan Zejnałow